# Mírové hnutí katolického duchovenstva
Mírové hnutí katolického duchovenstva, ve zkratce MHKD (původním názvem Velehradský výbor katolického duchovenstva, v letech 1951–1966 pod názvem Celostátní mírový výbor katolického duchovenstva) bylo hnutí existující v Československu v letech 1950 až 1968, jehož prostřednictvím komunistický režim prosazoval svou politiku v římskokatolické církvi.

## Charakteristika
V čele hnutí stáli tzv. míroví kněží, kteří spolupracovali s komunistickým režimem a snažili se před veřejností vystupovat jménem duchovenstva, přestože většina kněží tyto „představitele“ odmítala.

## Historie
Ve dnech 4. až 6. července 1950 se na Velehradě konala konference tzv. vlasteneckých kněží za účasti asi 400 až 450 kněží z českých zemí i Slovenska, z nichž část se zúčastnila v důsledku nátlaku režimu. Na konferenci byl odhlasován vznik tzv. Velehradského výboru katolického duchovenstva, v jehož čele stál Josef Románek. Následně byly zakládány arcidiecézní, diecézní, vikariátní a děkanátní mírové výbory katolického duchovenstva a 27. září 1951 se uskutečnil první sjezd (za účasti asi 1 700 kněží a tří biskupů – Trochty, Eltschknera a Lazíka), na němž byl zvolen předsedou hnutí Josef Plojhar a název hnutí změněn na Celostátní mírový výbor katolického duchovenstva. Po celou dobu existence hnutí vykonával funkci generálního tajemníka Josef Beneš.
Druhý celostátní sjezd se konal v prosinci 1959 za účasti téměř 1 300 delegátů, na třetím sjezdu v listopadu 1966 pak došlo k další změně názvu na Mírové hnutí katolického duchovenstva. V tu dobu ovšem už hnutí nevyvíjelo téměř žádnou činnost. Patrně poslední akcí MHKD byla oslava dvacetiletého „Vítězného února“ v roce 1968, 21. března 1968 pak na pětihodinovém zasedání rozšířeného předsednictva pod tlakem přítomných členů a na výslovné přání apoštolského administrátora Tomáška rezignovala celá česká část vedení (včetně Josefa Plojhara, který se po zdráhání rozhodl odstoupit až přičiněním Júlia Gábriše); slovenská část odmítla toto stanovisko respektovat s tím, že na Slovensku bude v činnosti pokračovat, přípravné práce na založení nového hnutí Dílo koncilové obnovy však vedly v květnu 1968 k faktickému zániku Mírového hnutí katolického duchovenstva. Jeho následovníkem se stalo v roce 1971 vzniklé Sdružení katolických duchovních Pacem in terris.